# Messier 59
Messier 59 (M59 ili NGC 4621) je eliptična galaksija u zviježđu Djevice. Galaksiju je otkrio Johann Gottfried Koehler 11. travnja 1779. godine prilikom promatranja kometa. Charles Messier samostalno ju je otkrio 15. travnja 1779. kada je promatrao isti komet. U istoj noći Messier je otkrio i M60.

## Svojstva
M59 je član skupa galaktika Djevice i pripada među veće galaktike u njemu. Unatoč velikim dimenzijama, M59 nije sjajna kao M49, M60 i M87. Galaksija pripada u tip E5 eliptičnih galaktika s dužom osi koja mjeri oko 90.000 svjetlosnih godina u dužini. Udaljenost galaktike je oko 60,000.000 ± 5,000.000 ly. M59 ima oko 2200 kuglastih skupova u svom halo-u. To je oko 20x više od Mliječne staze ali manje od gore navedenih galaksija.

## Amaterska promatranja
M59 ima prividni sjaj od magnitude + 9,6. Galaksiju je moguće uočiti u teleskopu od 80 mm ako se promatra s tamne lokacije. Kroz 200 mm-ski teleskop iz naselja galaktika izgleda kao izduženi oval s "prečkom" u sredini. U 200 mm teleskopu dimenzije galaktike su oko 2x1,5 lučnih minuta.

## Vanjske poveznice
- (engl.) SEDS: NGC 4621
- (engl.) Revidirani Novi opći katalog
- (engl.) Izvangalaktička baza podataka NASA-e i IPAC-a
- (engl.) Astronomska baza podataka SIMBAD
- (engl.) VizieR
- Skica M59 s M60